# Gunther (wrestler)
Walter Hahn (ur. 20 sierpnia 1987) – austriacki wrestler. Obecnie występuje w federacji WWE, w brandzie RAW pod pseudonimem ringowym Gunther. Jest liderem stajni Imperium, oraz byłym jednokrotnym i najdłużej panującym Mistrzem Interkontynentalnym. 
Hahn pojawił się w wielu niezależnych promocjach na całym świecie, walcząc głównie jako Big Van Walter, Big Daddy Walter i mononimowo jako Walter (stylizowany wielkimi literami). Przez większość swojej kariery walczył w Westside Xtreme Wrestling (wXw), stając się trzykrotnym   Unified World Wrestling Championem i głównym trenerem wXw Wrestling Academy po jej otwarciu w 2015 roku. Walczył również w Pro Wrestling Guerrilla (PWG), gdzie jest byłym jednokrotnym mistrzem świata PWG, Big Japan Pro Wrestling (BJW) i Progress Wrestling, gdzie jest byłym mistrzem świata Progress. Ogólnie, jest sześciokrotnym mistrzem świata w zapasach i pierwszym Austriakiem, który rywalizował i zdobył mistrzostwo w WWE.
Po podpisaniu kontraktu z WWE na początku 2019 roku zadebiutował w brandzie NXT UK i został jednorazowym mistrzem NXT United Kingdom; jego 870-dniowe panowanie jest najdłuższym w historii tego nieistniejącego już tytułu. Przeniósł się do głównego brandu NXT w styczniu 2022 roku, gdzie jego pseudonim ringowy został zmieniony na Gunther, zanim awansował do głównego składu na SmackDown w kwietniu tego roku, gdzie w czerwcu zdobył Intercontinental Championship. Jego historyczne panowanie z tytułem trwające 666 dni ustanowiło rekord zarówno najdłuższego pojedynczego panowania, jak i największej łącznej liczby dni.

## Kariera

### WWE

#### Najdłużej panujący NXT UK Champion (2019–2022)
12 stycznia 2019 roku na NXT UK TakeOver: Blackpool, Walter zadebiutował w WWE dla brandu NXT UK, konfrontując się z mistrzem WWE Wielkiej Brytanii Pete’em Dunne’em po udanej obronie tytułu przez Dunne’a. W następnym tygodniu, Walter skonfrontował się z Dunne’em i Joe Coffeyem, jasno wyrażając swoje intencje dotyczące mistrzostwa Dunne’a. 30 stycznia 2019 na odcinku NXT UK, Walter zadebiutował w WWE w ringu przeciwko Jackowi Starzowi. Pokonał Starza w mniej niż cztery minuty. Na NXT TakeOver: New York, Walter pokonał Dunne’a i wygrał WWE United Kingdom Championship, kończąc rekordowe panowanie Dunne’a trwające 685 dni.
22 maja na NXT UK, Walter zachował mistrzostwo Wielkiej Brytanii przeciwko Dunne’owi w rewanżu, po ingerencji European Union (Fabian Aichner i Marcel Barthel), stając się w ten sposób heelem i ponownie zjednoczony Ringkampf pod nową nazwą Imperium. Do frakcji dołączył później Alexander Wolfe, po tym jak ingerował w walkę Imperium przeciwko British Strong Style (drużyna Dunne’a, Tylera Bate’a i Trenta Sevena). 26 czerwca na NXT UK, Walter zachował swój tytuł przeciwko Travisowi Banksowi. 3 lipca Imperium ingerowało w walkę o tytuł Mustache Mountain przeciwko Grizzled Young Veterans, dzięki czemu Grizzled Young Veterans zachowali swoje tytuły. Po walce kontuzjowali Tylera Bate’a. 31 sierpnia na NXT UK TakeOver: Cardiff Walter utrzymał tytuł w walce z Tylerem Batem, a walka została sama w sobie dobrze odebrana przez fanów i krytyków.
W ramach przygotowań do wydarzenia Worlds Collide, które dotyczyło brandów NXT UK i NXT, Imperium rozpoczęło feud z The Undisputed Era (mistrz NXT Adam Cole, Roderick Strong i mistrzowie NXT Tag Team Bobby Fish i Kyle O’Reilly), która została jeszcze bardziej zintensyfikowana w końcowych momentach NXT UK TakeOver: Blackpool II 12 stycznia 2020 r., kiedy grupa zaatakowała Imperium po udanej obronie tytułu Waltera przeciwko Joe Coffeyowi. Podczas jego panowania w następnym tygodniu, WWE United Kingdom Championship zostało przemianowane na NXT United Kingdom Championship i otrzymał nieco zaktualizowany projekt pasa mistrzowskiego, który zastąpił logo WWE na środku w logo NXT UK. W dniu 29 października na NXT UK, Walter obronił mistrzostwo w walce z Ilją Dragunovem w innej bardzo dobrze odebranej walce. W odcinku z 14 stycznia Walter zmierzył się z A-Kidem o mistrzostwo Wielkiej Brytanii i zachował je. 19 lutego 2021 r. Walter został najdłużej panującym mistrzem Wielkiej Brytanii NXT, bijąc rekord Pete’a Dunne’a wynoszący 685 dni, czyniąc Waltera najdłużej panującym mistrzem w historii WWE od 1988 roku. 17 marca na odcinku NXT Walter powrócił do brandu NXT i zaatakował Tommaso Ciampę. Następnie ogłoszono, że na Nocy 1 NXT TakeOver: Stand & Deliver Walter będzie bronił swojego tytułu NXT UK przeciwko Ciampie. 24 marca na odcinku NXT Walter pokonał Drake’a Mavericka. 5 kwietnia jego panowanie mistrzowskie przekroczyło dwuletnią granicę. Dwa dni później na Stand & Deliver, Walter utrzymał swój tytuł w starciu z Ciampą. Następnego dnia na NXT UK Prelude Walter z powodzeniem obronił tytuł przeciwko Rampage’owi Brownowi. Na NXT TakeOver 36 Walter stracił tytuł na rzecz Dragunova w rewanżu, kończąc swoje historyczne panowanie na 870 dniach.
Podczas noworocznego odcinka specjalnego NXT, 4 stycznia 2022 roku, Walter połączył siły z kolegami ze stajni Imperium Fabianem Aichnerem i Marcelem Barthelem, aby zmierzyć się z Riddle’em i MSK (Nash Carter i Wes Lee) w Six-man Tag Team matchu, który przegrali. Po ostatniej walce na NXT UK 13 stycznia, gdzie pokonał Nathana Frazera, Walter został przeniesiony do brandu NXT. 18 stycznia na odcinku NXT, Walter pokonał Rodericka Stronga w walce wieczoru, po czym ogłosił swój nowy ring name jako Gunther. W połowie marca Gunther rozpoczął krótki feud z LA Knightem, który obraził się, że ten ostatni dostał walkę o mistrzostwo NXT, wołając Dolpha Zigglera. W następnym tygodniu, po tym jak Gunther pokonał Duke’a Hudsona, Knight wyzwał go na pojedynek na NXT Stand & Deliver, który Gunther wygrał. 5 kwietnia na odcinku NXT zmierzył się z mistrzem NXT Bronem Breakkerem w przegranej walce, co okazało się jego ostatnim występem dla brandu.

#### Intercontinental Champion (od 2022)
8 kwietnia na odcinku SmackDown Gunther i Marcel Barthel (obecnie znany jako Ludwig Kaiser) zadebiutowali w głównym rosterze. W swoim debiutanckiej walce Gunther pokonał Joe Alonzo w czasie poniżej 3 minut. 27 maja na odcinku SmackDown Gunther i Kaiser zadebiutowali jako tag team, pokonując Drew Gulaka i mistrza Interkontynentalnego Ricocheta. W odcinku SmackDown z 10 czerwca, Gunther pokonał Ricocheta, zdobywając Intercontinental Championship, czyniąc go pierwszym Austriakiem, który zdobył tytuł. Z powodzeniem obronił tytuł przeciwko Ricochetowi w rewanżu i przeciwko Shinsuke Nakamurze. Przed obroną tytułu Gunthera na Clash at the Castle w dniu 3 września Ludwig Kaiser ogłosił reformację Imperium poprzez ponowne wprowadzenie Fabiana Aichnera, znanego obecnie jako Giovanni Vinci. Gunther następnie pokonał Sheamusa, aby zachować tytuł w bardzo dobrze odebranej przez krytyków walce, a wielu uznało go za najlepszą walkę tej gali. Dave Meltzer z „Wrestling Observer Newsletter” ocenił walkę na pięć gwiazdek, zaznaczając piątą walkę Gunthera, która otrzymała pięć gwiazdek, a pierwsze pięć gwiazdek otrzymanie w głównym rosterze.